# Valašské Meziříčí
Valašské Meziříčí (tyska: Wallachisch Meseritsch) är en stad i Tjeckien. Den ligger i regionen Zlín, i den östra delen av landet, 270 km öster om huvudstaden Prag. Valašské Meziříčí ligger 311 meter över havet och antalet invånare är 22 449.
Terrängen runt Valašské Meziříčí är kuperad åt sydost, men åt nordväst är den platt. Runt Valašské Meziříčí är det ganska tätbefolkat, med 86 invånare per kvadratkilometer. Närmaste större samhälle är Vsetín, 14,9 km söder om Valašské Meziříčí. Omgivningarna runt Valašské Meziříčí är en mosaik av jordbruksmark och naturlig växtlighet.